# Rug (meteorologie)
Een rug of een wig (benaming is afhankelijk van hun positie) is een langgerekt gebied met hoge luchtdruk en een uitloper van een hogedrukgebied. Boven de evenaar heeft het isobarenpatroon  een anticyclonale (met de klok mee) kromming. Bij een rug liggen de isobaren ver uit elkaar, waardoor de luchtdrukgradiënt in de as kleiner is dan naast de rug. In een rug daalt de lucht en warmt op, waardoor het in een rug onbewolkt is.
Op een weerkaart wordt een rug weergeven met een dikke rode lijn.
Het tegengestelde van een rug is een trog.